# Come gocce d'acqua
Come gocce d'acqua è un film del 2024 scritto e diretto da Stefano Chiantini.

## Trama
Jenny non perdona al padre Alvaro di avere abbandonato lei e sua madre da un giorno all'altro dopo undici anni di matrimonio, andando via da Roma con un'altra donna. 

## Distribuzione
Presentato in anteprima al Festa del Cinema di Roma 2024 nella sezione "Grand Public", il film è stato distribuito nelle sale cinematografiche italiane il 5 giugno 2025.